# الخوف من العمل
الخوف من العمل (بالإنجليزية: Ergophobia)‏ ارجوفوبيا أو ارجاسيوفوبيا، هو خوف غير طبيعي ومستمر من العمل (العمل اليدوي وغير اليدوي، إلخ) أو إيجاد فرص العمل. كما تكون ارجوفوبيا مجموعة فرعية من الرهاب الاجتماعي أو قلق الأداء. الذين يعانون ارجوفوبيا يجربون قلق لا مبرر له بشأن بيئة العمل على الرغم من أنهم يدركون أن خوفهم غير عقلاني. قد يكون الخوف فعلا مزيج من المخاوف، مثل الخوف من الفشل في المهام المعينة، متحدثاً أمام مجموعات العمل (كلاهما من أنواع قلق الأداء)، الاجتماع مع زملاء العمل (وهو نوع من الرهاب الاجتماعي)، وأخرى تخشى من العاطفية، الإصابات النفسية والفسيولوجية   ارجوفوبيا مصطلح يأتي من اليونانية «المقدوني» (عمل) و «فوبوس» (الخوف)